# Mad Caddies
Mad Caddies est un groupe de ska punk américain originaire de Santa Barbara en Californie, jouant aussi bien du punk rock, du punk hardcore que du pop punk. Sa musique est aussi fortement influencée par le jazz New Orleans, ce qui constitue sa principale originalité. Le groupe s'est formé en 1995 et a sorti sept albums, un album live et deux EP. C'est actuellement l'un des groupes les plus actifs de la scène ska-punk mondiale. Leur album Just one more est considéré comme un chef-d'œuvre du genre.
Les membres fondateurs du groupe Chuck Robertson, Sascha Lazor, Carter Benson et Mark Iversen ont formé le groupe au lycée, mais sa constitution a évolué fréquemment depuis. Benson a quitté le groupe en 2002, Mark Iversen l'a quitté en octobre 2006. Boz Rivera et Brian Flenniken se sont partagé la batterie entre autres.
Le groupe est chez Fat Wreck Chords.

## Membres
- Chuck Roberston (chanteur/guitare)
- Sascha Lazor (guitare/banjo),
- Keith Douglas (trompette/chœurs),
- Ed Hernandez (trombone),
- Todd Rosenberg (batterie),
- Graham Palmer (guitare basse) et
- Dustin Lanker (clavier) (live)

### Anciens membres
- Carter Benson (guitare),
- Mark Iversen (guitare basse),
- Chris Badham (guitare basse),
- Boz Rivera (batterie),
- Brian Flenniken (batterie),
- Derrick Plourde (batterie),
- James Malis

## Discographie

### Albums Studio
- 1997 : Quality Soft Core
- 1998 : Duck and Cover (en)
- 2001 : Rock The Plank
- 2003 : Just One More
- 2007 : Keep It Going
- 2014 : Dirty Rice
- 2018 : Punk Rocksteady

### EP
- 2000 : The Holiday Has Been Cancelled
- 2020 : House On Fire

### Albums Live
- 2004 : Live From Toronto : Songs In The Key Of Eh !

### Compilations
- 2010 : Consentual Selections